# Satyrus actaea
La negra (Satyrus actaea) es una especie de lepidóptero perteneciente a la familia Nymphalidae, a la subfamilia Satyrinae, género Satyrus.

## Denominación
Ha sido nombrada Satyrus actaea por Eugen Johann Christoph Esper en 1780.
Sinónimos : Papilio actaea Esper, 178,  Hipparchia actaea [Otakar Kudrna].

### Nombres vernáculos
Se nombra black satyr en inglés y negra en español.

## Descripción
Es de color marrón más o menos oscurecido con una discreta banda más clara, y un gran ocelo marrón con pupila en blanco al ápice de las alas anteriores.
El dorso de las alas anteriores es parecido con diferentes tonos de marrones que forman una ornamentación variable.

## Biología

### Período de vuelo y hibernación
Univoltina,  vuela en única generación entre comienzo de junio y finales de agosto.

### Plantas hospederas
Sus plantas huéspedes son de los Brachypodium y de los Bromus.

## Ecología y distribución
Esta  presente únicamente en el suroeste de Europa en el norte de Portugal, en España y en Francia,.

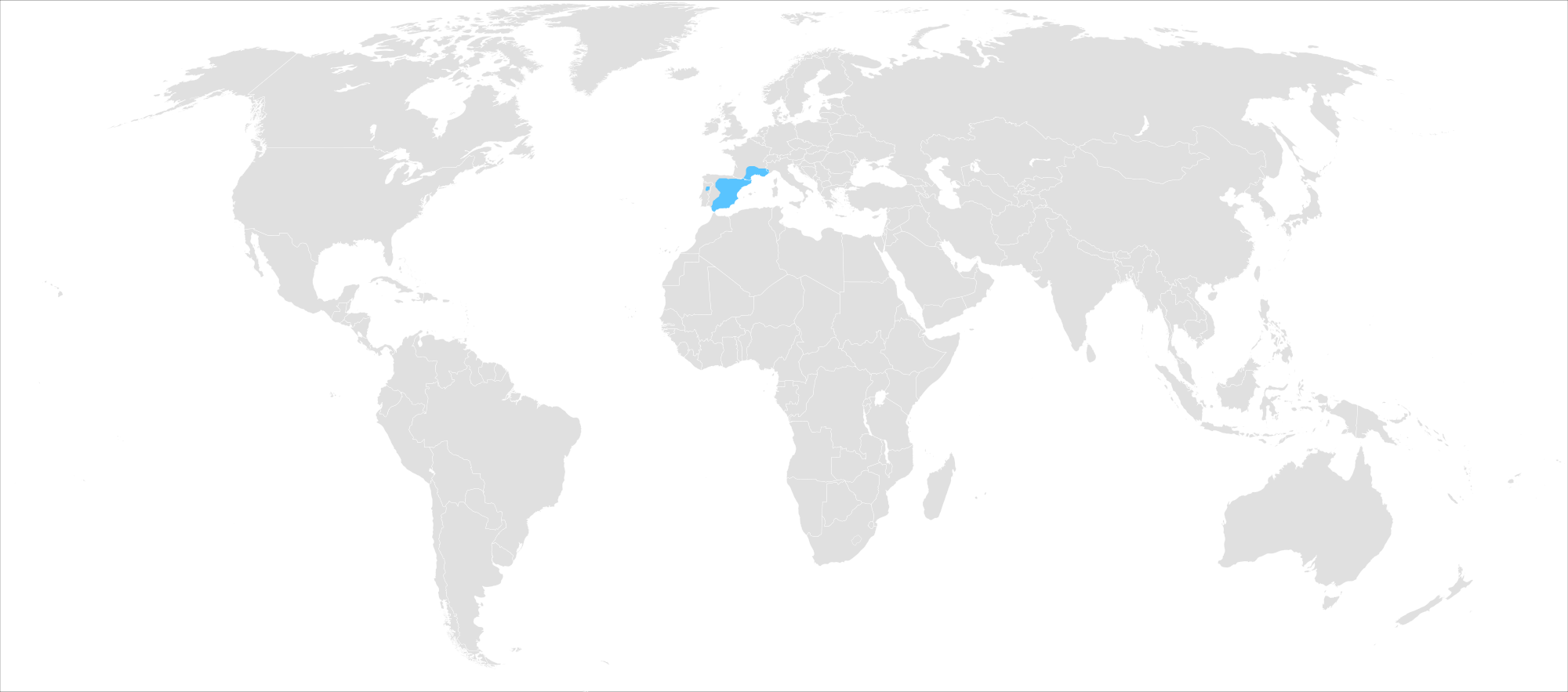
Distribución

En Francia está presente en los departamentos mediterráneos, en Pirineos Orientales en Alpes Marítimos y hasta un límite norte activo de Puy-de-Dôme a Altos Alpes.

### Hábitat
Reside en las escarpados rocosos herbosos, secos y densos, en cotas bajas rocas y maleza con árboles dispersos.

### Amparo
No posee ningún estatus de protección particular.